# 궁수자리 왜소 타원 은하
궁수자리 왜소 타원 은하(영어: Sagittarius Dwarf Spheroidal Galaxy (Sgr dSph) 또는 영어: Sagittarius Dwarf Elliptical Galaxy (Sgr dE, Sag DEG))는 궁수자리에 있는 왜소 타원 은하로, 우리 은하 주위를 도는 위성 은하이며 4개의 구상 성단을 보유하고 있다. 직경은 약 1만 광년으로, 현재 지구에서 약 7만 광년 떨어져있다. 우리 은하의 은하극 위를 통과하는 극궤도로 공전하며, 1994년에 발견되었다.

## 구상 성단의 나이
이 은하가 보유하고 있는 구상 성단의 나이는 매우 늙은 것부터 젊은 것까지 각양각색이다.

## 우리 은하와의 관계
현재 이 은하는 우리 은하의 중력으로 인해 기존 모양보다 상당히 많이 파괴되었으며, 길게 늘어난 상태이며 곧 우리 은하의 원반을 통과할 것으로 보인다. 이전에도 몇번 우리 은하의 원반을 통과한 것으로 추측된다.

## 같이 보기
- 메시에 54
- 센타우루스자리 오메가